# Tanah Jampea
La isla Tanah Jampea (en indonesio: Pulau Jampea) también conocida como Tanahjampea o Djampea, es la segunda isla en tamaño de las islas Selayar (Kepulauan Selayar), Indonesia.